# Hexenverfolgung in Fritzlar
Die Hexenverfolgung in Fritzlar in Nordhessen ist für die Zeit von 1596 bis 1631 dokumentiert. Ihr fielen mindestens 62 Menschen, meist ältere Frauen, zum Opfer – für eine Gemeinde von damals weniger als 2000 Menschen eine sehr hohe Zahl. Im Verhältnis zur Einwohnerzahl lag Fritzlar bei der Anzahl der Hexenhinrichtungen (wenn, was allerdings nicht klar ist, Opfer mit Hinrichtungen gleichzusetzen sind) am oberen Ende der Skala: Prozentual zur Einwohnerzahl war die Zahl der Opfer etwa fünfmal so hoch wie im gesamten (und als verfolgungsintensiv beurkundeten) Erzstift Mainz mit seinen damals etwa 300.000 Einwohnern und etwa 2000 Hinrichtungen.

## Kurfürstentum Mainz
Die nordhessische Stadt Fritzlar gehörte ab 1079 zum Erzstift Mainz, und dies hatte auch bestimmenden Einfluss auf das Geschehen in der Stadt zur Zeit der Hexenverfolgung. Diese fiel, wie überhaupt im Bereich des Kurfürstentums Mainz, mehrheitlich in die Amtszeiten der vier Mainzer Erzbischöfe und Kurfürsten Wolfgang von Dalberg (reg. 1582–1601), Johann Adam von Bicken (1601–1604), Johann Schweikhard von Cronberg (1604–1626) und Georg Friedrich von Greiffenclau zu Vollrads (1626–1629). Ab 1594 kam es im Mainzer Herrschaftsbereich zu vier Wellen massiver Hexenverfolgung, jeweils um 1595, 1603, 1615 und 1627, mit vielen hunderten Prozessen und Hexenverbrennungen, mit einer hysterischen Steigerung der Hexenangst insbesondere unter Johann Adam von Bicken und Johann Schweikhard von Cronberg. Letzterer brachte 1612 System in die Hexenprozesse, indem er allen Gerichten eine Untersuchungsordnung mit 18 General- und 98 Spezialfragen zustellen ließ. Insgesamt wurden im Zuge der Hexenverfolgung im Erzstift Mainz mehr als 2000 Todesurteile gefällt, womit das Erzstift zu den verfolgungsintensivsten Territorien im Reich gehörte. Die Hexenprozesse, die auch als Mittel der Gegenreformation eingesetzt wurden, dienten einer gesellschaftlichen Disziplinierung größeren Stils, die mit anderen Mitteln in diesem Umfang und in so kurzer Zeit nicht durchführbar gewesen wäre. Gleichzeitig waren sie ein probates Mittel zur Steigerung der staatlichen Einnahmen, denn das Vermögen der Verurteilten wurde eingezogen. Diese Einnahmequelle war beim Bau des 1605 bis 1619 errichteten Schlosses Johannisburg in Aschaffenburg sehr nützlich.

## Fritzlar
Zur Hexenverfolgung in Fritzlar gibt es bisher keine umfassende Darstellung. Einige Prozessakten befinden sich in Wien, andere in Würzburg. Bekannt sind Verfahren aus den Jahren 1596, 1616 und 1626–1631. Im Grauen Turm sind auf einer Informationstafel die Namen von 62 bekannten Opfern von Fritzlarer Hexenprozessen verzeichnet; es muss jedoch von einer höheren Opferzahl ausgegangen werden. Im Dreißigjährigen Krieg wurden kurz nach einer Pestepidemie sieben Männer und 25 Frauen in den Jahren 1627 bis 1629 als Hexen und Hexenmeister verbrannt. Noch 1656 stellte die Mainzer Regierung bei ihrem Oberamtmann von Amöneburg und Fritzlar Erkundigungen zum Verbleib von Geldern an, die der Kammer aus Fritzlarer Hexenprozessen zwischen 1626 und 1630 hätten zufließen müssen.

## Einzelschicksale
Einige Einzelschicksale wurden bekannt:
- 1596 wurde Elisabeth Kollers, Frau des Bürgers Henrich Kollers, wegen Zauberei in Turmhaft genommen. "Nach erfolgter Tortur war sie geständig". Zwar konnte sie aus dem Turm (vermutlich dem Frauenturm) in das sieben Kilometer entfernte Großenenglis fliehen, wurde dann aber von dort doch wieder nach Fritzlar ausgeliefert. Ihr Name ist auf der Liste der Opfer der Fritzlarer Hexenprozesse nicht verzeichnet; sie wurde möglicherweise also nicht hingerichtet. Der Fall wurde aktenkundig, weil es um die Rechtsfragen einer Auslieferung aus dem hessischen in mainzisches Gebiet ging.[10]
- 1628 wurde Elisabeth Braun, geb. Günst, als Hexe zum Feuertod auf dem Scheiterhaufen verurteilt. Elisabeth Braun war die Witwe des 1621 verstorbenen Johannes Braun, einem angesehenen und wohlhabenden Mann. Die Prozesskosten, die ihren Angehörigen auferlegt wurden, beliefen sich auf 220 Rheinische Taler, eine Summe, die damals ein Vermögen ausmachte.[11]
- 1629 konnte Hans Kerber, der wegen Zauberei angeklagt war, aus Fritzlar fliehen.[12]
- Maria Rörig, Tochter des Bürgermeisters Wilhelm Gerhard aus Fritzlar, wurde im September 1630 in Wildungen vom Hexengericht inhaftiert.[13] Sie blieb auch unter der Folter standhaft und wurde schließlich im Mai 1631 freigelassen. Ihre Tochter Susanne Weber wurde 1656 in Wildungen der Hexerei angeklagt